# La Luz (Salamanca)
La Luz es una localidad del estado mexicano de Guanajuato. Es parte del municipio de Salamanca.

## Demografía
| Gráfica de evolución demográfica |
|                                  |

| Censo | Población |
| ----- | --------- |
| 1940  | 138       |
| 1950  | 199       |
| 1960  | 345       |
| 1970  | 628       |
| 1980  | 930       |
| 1990  | 1 364     |
| 2000  | 1 836     |
| 2010  | 2 345     |
| 2020  | 2 584     |